# Чемпионат Венгрии по футболу
Национальный чемпионат I, или чемпионат Венгрии по футболу (венг. Magyar labdarúgó-bajnokság, [ˈnɛmzɛti ˈbɒjnokʃaːɡ] — «Национальный чемпионат»), в настоящее время известный по бренду титульного спонсора под названием «OTP Банк Лига» (венг. OTP Bank Liga) — высший дивизион чемпионата Венгрии по футболу, проводимый Венгерской футбольной федерацией.

## Формат
Турнир проходит по круговой системе, в которой 12 команд играют трижды друг против друга. Начиная с сезона 2020/2021 чемпион получает возможность играть в 1-м квалификационном раунде Лиги Чемпионов, в то время как три следующие команды вместе с победителем Кубка Венгрии проходят на разные стадии квалификации Лиги конференций.
Клубы, занявшие 2 последних места в чемпионате отправляются в Венгерский национальный чемпионат II, а их места занимают команды, занявшие первые места в Венгерском национальном чемпионате II (Запад) и Венгерском национальном чемпионате II (Восток).

### Таблица коэффициентов УЕФА
По состоянию на июнь 2021.
- 26  Чемпионат Азербайджана по футболу
- 27  Чемпионат Казахстана по футболу
- 28  Чемпионат Венгрии по футболу
- 29  Чемпионат Белоруссии по футболу
- 30  Чемпионат Польши по футболу

## История

### Ранняя история
19 января 1901 года была основана Венгерская футбольная федерация, под эгидой которой стал проводиться национальный чемпионат. В первом чемпионате принимали участие 5 команд: «Magyar Úszóegylet», «Ференцварош», «MAFC (был снят после четырех матчей)», «Будапешти СК» и «Будапешти». Последние выиграли чемпионат, победив во всех матчах, при этом забив 37 мячей и пропустив лишь 5. Все команды представляли столицу Венгрии Будапешт. И хотя следующий чемпионат опять выиграл «Будапешти», уже вырисовывалось противостояние «Ференцвароша» и МТК. «Ференцварош» выигрывал чемпионат в 1903, 1905, 1907, 1909, а МТК в 1904 и 1908.
В начале следующего десятилетия соперничество между клубами начало набирать обороты: «Ференцварош» взял четыре чемпионата подряд с 1910, 1911, 1912, 1913, а МТК 1914, 1917/18, 1918/19. В связи с Первой Мировой войной чемпионаты 1914/15 и 1915/16 годов не проводились. Примечательно, что в этот период лучшим бомбардиром 7 раз подряд становился Имре Шлоссер, который выступал сначала за «Ференцварош», а с сезона 1915 года за МТК.
МТК продолжали побеждать и в начале 20-х годов, выиграв чемпионат в 1920, 1921, 1922, 1923, 1924, 1925 годах (10 раз подряд становились чемпионами), их гегемонию прервал «Ференцварош», выиграв чемпионат 1926, 1927 и 1928 годов, в его составе блистал Йожеф Такач, трижды становившийся лучшим бомбардиром. В МТК трижды лучшим бомбардиром был Дьёрдь Орт. Сезон 1925/26 был последним любительским, а со следующего все клубы стали профессиональными.
В борьбу двух грандов вмешался третий клуб из Будапешта — «Уйпешт». Он выиграл свой первый титул в 1930, за которым последовали ещё 4: 1931, 1933, 1935, 1939. «Ференцварошу» покорилось тоже 4 титула: 1932, 1934, 1938 и 1940, а МТК довольствовался лишь двумя в 1936 и 1937 годах. В составе «Уйпешта» бомбардирские подвиги совершал Дьюла Женгеллер, лучший бомбардир и игрок сезона 1939 года. В «Ференцвароше» тогда на ведущих ролях был Дьёрдь Шароши.
В 1940 году чемпионом стал клуб «Чепель», который повторил своё достижение в 1942 и 1943 году. Во время Второй мировой войны чемпионат не прекращался. Из-за изменения границ Венгрии в чемпионате 1944 года победила команда «Орадя» из города Орадя, в настоящее время этот город находится на территории Румынии. «Уйпешт» праздновал в чемпионатах в послевоенные годы: 1945, 1946, 1947. «Ференцварош» 1941 и 1949.

### 1950—1960
С приходом 50-х годов на венгерской футбольной арене появилась новая сила — «Гонвед». В котором блистали такие звезды как Йожеф Божик, Золтан Цибор, Ласло Будаи и Ференц Пушкаш. Игроки «Гонведа» составляли костяк Золотой команды. Они выигрывали чемпионаты в сезонах 1949/50, 1950, 1952, 1954, 1955. Сезон 1956 года не был доигран из-за Венгерского восстания, но после 21-го тура лидировал «Гонвед». В первом розыгрыше Кубка европейских чемпионов (сейчас Лига чемпионов) 1955/56 МТК дошли до четвертьфинала, а в сезоне 1957/58 «Вашаш» играл в полуфинале.
В 60-х годах силу набрал «Вашаш», который выигрывал в чемпионатах 1961, 1962, 1965 и 1966 годов. Не отставал от него и «Ференцварош», который побеждал в 1963, 1964, 1967 и 1968 годах. В его составе блистал Флориан Альберт, получивший в 1967 году «Золотой мяч» (единственный венгерский футболист удостоенный этой награды). В сезоне 1964/65 «Ференцварош» стал первым венгерским клубом выигравшим международный трофей, им стал Кубок ярмарок 1964/1965. По пути к трофею были обыграны «Рома», «Атлетик Бильбао», «Манчестер Юнайтед», а в финале побеждён «Ювентус» 1:0. В сезоне 1967/68 «Ференцварош» вновь оказался в финале Кубка Ярмарок, но проиграл «Лидс Юнайтед». В сезоне 1968/69 «Уйпешт» дошёл до финала Кубка Ярмарок, однако проиграл финал «Ньюкасл Юнайтед». Также венгерские клубы отличились и в другом соревновании — Кубке обладателей кубков УЕФА, МТК финал 1963/64 (первый матч 3:3 против «Спортинг Лиссабон», второй матч проигрыш 0:1), «Уйпешт» полуфинал 1961/62, «Гонвед» (1965/66) и «Дьёр» (1966/67).

### 1970—1980
В начале 1970-х тренеру Лайошу Бароти удаётся сколотить очень сильный состав, который под его руководством выигрывает чемпионат в 1971 году, и ещё 6 после его ухода: 1972—1975, 1978, 1979. Костяк той команды составляли: Ласло Фазекаш, Ференц Бене, Анталь Дунаи, Янош Гёрёч. Кроме побед в чемпионатах «Уйпешт» штамповал и рекорды: им единственным удалось забить 500 мячей за 7 сезонов в послевоенные годы, или проиграть лишь 4 домашних матча за 10 сезонов.
В 1982 году произошло знаковое событие для венгерского футбола, чемпионат выиграл «Дьёр» — первый нестоличный клуб (исключая военный 1944 год, когда полноценного чемпионата не было). Также в следующем году «Дьёр» смог защитить свой титул, однако далее уже безраздельно властвовал (1984, 1985, 1986, 1988 и 1989) набравший силу «Гонвед». Однако на международной арене «Гонвед» выступал довольно слабо, вылетая в первых раундах, кроме сезона 1983/84, когда дошли до четвертьфинала Кубка Чемпионов (сейчас Лига Чемпионов), где проиграли «Абердину». В сезоне 1984/85 «Видеотон» дошёл до финала Кубка УЕФА, где проиграл «Реал Мадриду» по сумме двух встреч (3:0 и 0:1). В эти годы национальная сборная ездила на чемпионаты мира 1982 и 1986 годов (с тех пор Венгрия на них больше не попадала).

### Новейшая история
В связи с падением коммунистического режима многие венгерские клубы лишаются поддержки государства и сталкиваются с финансовыми проблемами. За первые места в чемпионате по-прежнему борются «Ференцварош», МТК и «Уйпешт». Из-за финансовых проблем существенно упали достижения венгерских клубов на международной арене.
В эти годы «Гонвед» завоевал два титула в 1991 и 1993 годах, «Ференцварош» в 1992, 1995, и 1996 годах, «Уйпешт» в 1998 и МТК 1997 и 1999 годах. Примечательно то, что сезон 1993/94 выиграл скромный клуб «Вац» из одноименного города. Самый большой успех венгерского футбола на международной арене это выход «Ференцвароша» в групповую стадию Лиги чемпионов в сезоне 1995/96, победившего бельгийский «Андерлехт» в раунде плей-офф. В группе играл с Реал Мадрид», с которым сыграл вничью дома, «Аяксом» и «Грассхоппером» над которым и одержал единственную победу в том розыгрыше (3:0).
Начало нового столетия интересно тем, что гегемония столичных клубов подошла к концу. Шесть раз чемпионат выигрывали провинциальные клубы и лишь четыре раза столичные. В 2000 году титул ушёл к «Дунаферру» (сейчас называется «Дунауйварош»), в 2002 к «Залаэгерсегу», они же в отборочном раунде Лиги чемпионов попали на «Манчестер Юнайтед» и смогли обыграть его дома 1:0, хотя по сумме двух матчей уступили. Во второй половине 2000-х стал преобладать клуб из восточной Венгрии — «Дебрецен» из одноимённого города. Они выиграли титул в 2005, 2006, 2007, 2009 и 2010 годах. Также «Дебрецен» после нескольких неудачных попыток сумел пробиться в групповую стадию Лиги чемпионов сезона 2009/10, попутно пройдя «Кальмар», «Левадию» и «Левски». В группе ему попались «Ливерпуль», «Лион» и «Фиорентина». Домашний стадион клуба не отвечал требованиям УЕФА, поэтому клубу пришлось играть в Будапеште. В сезоне 2010/11 клуб участвовал в Лиге Европы, где играл в групповом этапе с ПСВ, «Металлистом» (Харьков) и «Сампдорией», примечательно то, что как раз лидером ПСВ в то время был Балаж Джуджак — воспитанник «Дебрецена», который как раз и был продан голландцам в 2008 году. Что касается столичных команд, то МТК выигрывал чемпионат в 2003 и 2008, а «Ференцварош» в 2001 и 2004 годах.
Сезон 2010/11 выиграл «Видеотон», первый раз в своей истории. Сезон 2011/12 снова первенствовал «Дебрецен», однако в сезоне 2012/13 его сместил «Дьёр», который выиграл свой 4-й титул чемпиона спустя 30 лет. В сезоне 2013/14 титул вновь взял «Дебрецен», в седьмой раз в своей истории. В сезоне 2014/15 вновь победил «Видеотон». Чемпионом сезона 2015/16 стал «Ференцварош», последний раз побеждавший в лиге 12 лет назад. Чемпионом сезона 2016/17 стал «Гонвед», последний раз побеждавший в лиге 24 года назад. В сезоне 2018/19 победителем чемпионата в 30-й раз стал «Ференцварош»

## Клубы-участники сезона 2019/2020
- «Академия Пушкаша» (Фелскут)
- «Гонвед» (Будапешт)
- «Дебрецен» (Дебрецен)
- «Диошдьёр» (Мишкольц)
- «Залаэгерсег» (Залаэгерсег)
- «Кишварда» (Кишварда)
- «Мезёкёвешд» (Мезёкёвешд)
- «МОЛ Види» (Секешфехервар)
- «Пакш» (Пакш)
- «Ракоци» (Капошвар)
- «Уйпешт» (Будапешт)
- «Ференцварош» (Будапешт)

## Победители
- 1901 : Будапешти[англ.]
- 1902 : Будапешти
- 1903 : Ференцварош (Будапешт)
- 1904 : МТК
- 1905 : Ференцварош (Будапешт)
- 1906/07 : Ференцварош (Будапешт)
- 1907/08 : МТК
- 1908/09 : Ференцварош (Будапешт)
- 1909/10 : Ференцварош (Будапешт)
- 1910/11 : Ференцварош (Будапешт)
- 1911/12 : Ференцварош (Будапешт)
- 1912/13 : Ференцварош (Будапешт)
- 1913/14 : МТК
- 1914/15 : Не проводился по причине Первой мировой войны
- 1915/16 : Не проводился по причине Первой мировой войны
- 1916/17 : МТК
- 1917/18 : МТК
- 1918/19 : МТК
- 1919/20 : МТК
- 1920/21 : МТК
- 1921/22 : МТК
- 1922/23 : МТК
- 1923/24 : МТК
- 1924/25 : МТК
- 1925/26 : Ференцварош (Будапешт)
- 1926/27 : Ференцварош (Будапешт)
- 1927/28 : Ференцварош (Будапешт)
- 1928/29 : МТК
- 1929/30 : Уйпешт (Будапешт)
- 1930/31 : Уйпешт (Будапешт)
- 1931/32 : Ференцварош (Будапешт)
- 1932/33 : Уйпешт (Будапешт)
- 1933/34 : Ференцварош (Будапешт)
- 1934/35 : Уйпешт (Будапешт)
- 1935/36 : МТК
- 1936/37 : МТК
- 1937/38 : Ференцварош (Будапешт)
- 1938/39 : Уйпешт (Будапешт)
- 1939/40 : Ференцварош (Будапешт)
- 1940/41 : Ференцварош (Будапешт)
- 1941/42 : Чепель (Будапешт)
- 1942/43 : Чепель (Будапешт)
- 1943/44 : Орадя (Орадя, сейчас Румыния)
- 1945 : Уйпешт (Будапешт)
- 1945/46 : Уйпешт (Будапешт)
- 1946/47 : Уйпешт (Будапешт)
- 1947/48 : Чепель (Будапешт)
- 1948/49 : Ференцварош (Будапешт)
- 1949/50 : Гонвед
- 1950 : Гонвед
- 1951 : МТК (as Будапештi Bástya)
- 1952 : Гонвед
- 1953 : МТК (as Vörös Lobogó)
- 1954 : Гонвед
- 1955 : Гонвед
- 1956 : Сезон не был закончен из-за Восстания 1956 г.
- 1957 : Вашаш (Будапешт)
- 1957/58 : МТК
- 1958/59 : Чепель (Будапешт)
- 1959/60 : Уйпешт (Будапешт)
- 1960/61 : Вашаш (Будапешт)
- 1961/62 : Вашаш (Будапешт)
- 1962/63 : Ференцварош (Будапешт)
- 1963 : Дьёр (Дьёр)
- 1964 : Ференцварош (Будапешт)
- 1965 : Вашаш (Будапешт)
- 1966 : Вашаш (Будапешт)
- 1967 : Ференцварош (Будапешт)
- 1968 : Ференцварош (Будапешт)
- 1969 : Уйпешт (Будапешт)
- 1970 : Уйпешт (Будапешт)
- 1970/71 : Уйпешт (Будапешт)
- 1971/72 : Уйпешт (Будапешт)
- 1972/73 : Уйпешт (Будапешт)
- 1973/74 : Уйпешт (Будапешт)
- 1974/75 : Уйпешт (Будапешт)
- 1975/76 : Ференцварош (Будапешт)
- 1976/77 : Вашаш (Будапешт)
- 1977/78 : Уйпешт (Будапешт)
- 1978/79 : Уйпешт (Будапешт)
- 1979/80 : Гонвед
- 1980/81 : Ференцварош (Будапешт)
- 1981/82 : Дьёр (Дьёр)
- 1982/83 : Дьёр (Дьёр)
- 1983/84 : Гонвед
- 1984/85 : Гонвед
- 1985/86 : Гонвед
- 1986/87 : МТК
- 1987/88 : Гонвед
- 1988/89 : Гонвед
- 1989/90 : Уйпешт (Будапешт)
- 1990/91 : Гонвед
- 1991/92 : Ференцварош (Будапешт)
- 1992/93 : Гонвед
- 1993/94 : Вац (Вац)
- 1994/95 : Ференцварош (Будапешт)
- 1995/96 : Ференцварош (Будапешт)
- 1996/97 : МТК
- 1997/98 : Уйпешт (Будапешт)
- 1998/99 : МТК
- 1999/00 : Дунаферр (Дунауйварош)
- 2000/01 : Ференцварош (Будапешт)
- 2001/02 : Залаэгерсег (Залаэгерсег)
- 2002/03 : МТК
- 2003/04 : Ференцварош (Будапешт)
- 2004/05 : Дебрецен (Дебрецен)
- 2005/06 : Дебрецен (Дебрецен)
- 2006/07 : Дебрецен (Дебрецен)
- 2007/08 : МТК
- 2008/09 : Дебрецен (Дебрецен)
- 2009/10 : Дебрецен (Дебрецен)
- 2010/11 : Видеотон (Секешфехервар)
- 2011/12 : Дебрецен (Дебрецен)
- 2012/13 : Дьёр
- 2013/14 : Дебрецен (Дебрецен)
- 2014/15 : Видеотон (Секешфехервар)
- 2015/16 : Ференцварош (Будапешт)
- 2016/17 : Гонвед
- 2017/18 : МОЛ Види
- 2018/19 : Ференцварош (Будапешт)
- 2019/20 : Ференцварош (Будапешт)
- 2020/21 : Ференцварош (Будапешт)
- 2021/22 : Ференцварош (Будапешт)
- 2022/23 : Ференцварош (Будапешт)
- 2023/24 : Ференцварош (Будапешт)

## Достижения клубов
| Клуб               | Чемпион | Вице-чемпион | Бронзовый призёр |
| ------------------ | --- | --- | --- |
| «Ференцварош»      | 34 (1903, 1905, 1907, 1909, 1910, 1911, 1912, 1913, 1926, 1927, 1928, 1932, 1934, 1938, 1940, 1941, 1949, 1963, 1964, 1967, 1968, 1976, 1981, 1992, 1995, 1996, 2001, 2004, 2016, 2019, 2020, 2021, 2022, 2023) | 36 (1902, 1904, 1908, 1914, 1918, 1919, 1922, 1924, 1925, 1929, 1930, 1935, 1937, 1939, 1944, 1945, 1950, 1960, 1965, 1966, 1970, 1971, 1973, 1974, 1979, 1982, 1983, 1989, 1991, 1998, 1999, 2002, 2003, 2005, 2015, 2018) | 21 (1901, 1920, 1921, 1923, 1931, 1933, 1936, 1943, 1948, 1954, 1955, 1958, 1962, 1963 ősz, 1969, 1975, 1977, 1990, 1993, 1997, 2011, 2014) |
| МТК                | 23 (1904, 1908, 1914, 1917, 1918, 1919, 1920, 1921, 1922, 1923, 1924, 1925, 1929, 1936, 1937, 1951, 1953, 1958, 1987, 1997, 1999, 2003, 2008)                                                                   | 20 (1910, 1911, 1912, 1913, 1926, 1928, 1931, 1933, 1940, 1949, 1950 ősz, 1952, 1954, 1955, 1957, 1959, 1963, 1990, 2007)                                                                                                   | 16 (1903, 1905, 1907, 1927, 1930, 1932, 1935, 1938, 1939, 1950, 1956, 1961, 1978, 1989, 2005, 2015)                                         |
| «Уйпешт»           | 20 (1930, 1931, 1933, 1935, 1939, 1945, 1946, 1947, 1960, 1969, 1970, 1971, 1972, 1973, 1974, 1975, 1978, 1979, 1990, 1998)                                                                                     | 21 (1921, 1923, 1927, 1932, 1934, 1936, 1938, 1941, 1942, 1961, 1962, 1967, 1968, 1977, 1980, 1987, 1995, 1997, 2004, 2006, 2009)                                                                                           | 18 (1917, 1919, 1922, 1924, 1928, 1929, 1937, 1940, 1950, 1951, 1952, 1957, 1963, 1965, 1976, 1988, 1996, 1999, 2018)                       |
| «Гонвед»           | 14 (1950, 1950-ősz, 1952, 1954, 1955, 1980, 1984, 1985, 1986, 1988, 1989, 1991, 1993, 2017) | 12 (1920, 1947, 1951, 1953, 1958, 1963 ősz, 1964, 1969, 1972, 1975, 1978, 1994) | 6 (1949, 1959, 1970, 1983, 1992, 2013) |
| «Дебрецен»         | 7 (2005, 2006, 2007, 2009, 2010, 2012, 2014) | (2008) | 5 (1995, 2003, 2004, 2016, 2019) |
| «Вашаш»            | 6 (1957, 1961, 1962, 1965, 1966, 1977) | 2 (1946, 1948) | 14 (1925, 1926, 1947, 1953, 1960, 1968, 1971, 1973, 1980, 1981, 1998, 2000, 2001, 2017)                                                     |
| «Дьёр»             | 4 (1963 ősz, 1982, 1983, 2013) | 3 (1984, 1985, 2014) | 6 (1967, 1974, 1986, 2008, 2010, 2012) |
| «Чепель»           | 4 (1942, 1943, 1948, 1959) | — | — |
| «МОЛ Фехервар»     | 3 (2011, 2015, 2018) | 8 (1976, 2010, 2012, 2013, 2016, 2017, 2019, 2020) | 4 (1984, 1985, 2006, 2021) |
| БВСК               | 2 (1901, 1902) | — | — |
| «Вац»              | 1 (1994) | 2 (1992, 1993) | — |
| «Орадя»            | 1 (1944) | 1 (1943) | — |
| «Залаэгерсег»      | 1 (2002) | — | 1 (2007) |
| «Дунаферр»         | 1 (2000) | — | — |
| «Академия Пушкаша» | — | — | 1 (2021) |